# Тайло
Официальная система латинизации тайваньского хоккиена на Тайване на местном уровне называется Tâi-uân Tâi-gí Lô-má-jī Phing-im Hong-àn или Taiwan Taiyu Luomazi Pinyin Fang'an (кит. трад. 臺灣台語羅馬字拼音方案, пиньинь Táiwān Táiyǔ Luómǎzì Pīnyīn Fāng'àn, хокло âi-uân Tâi-gí Lô-má-jī Phing-im Hong-àn; букв. «Тайваньская система романизации тайваньского хокло»), часто сокращают до Тайло (англ. Tâi-lô). Оно происходит от системы пэвэдзи и с 2006 года является одной из систем фонетической записи, официально поддерживаемой Министерством образования Тайваня. Эта система используется в Словаре часто используемых слов на тайваньском хоккиене выпускаемого Министерством образования. Он почти идентичен системе пэвэдзи, за исключением: использования ts и tsh вместо ch и chh, использования u вместо o в комбинациях гласных, таких как oa и oe, использования i вместо e в английском и ek, использования oo вместо o͘  и используя nn вместо ⁿ.

## Алфавит
Тайваньская система романизации использует 16 основных латинских букв (A, B, E, G, H, I, J, K, L, M, N, O, P, S, T, U), 7 диграфов (Kh, Ng, nn, Oo, Ph, Th, Ts) и триграф (Tsh). Кроме того, для обозначения тонов используется 6 диакритических знаков.
| Заглавны буквы | Строчные буквы | МФА  | Название буквы (1-й вариант) | Название буквы (2-й вариант) |
| -------------- | -------------- | ---- | ---------------------------- | ---------------------------- |
| A              | a              | a    | a                            | a                            |
| B              | b              | b    | bi                           | be                           |
| E              | e              | e    | e                            | e                            |
| G              | g              | ɡ    | gi                           | ge                           |
| H              | h              | h, ʔ | hi                           | ha                           |
| I              | i              | i    | i                            | i                            |
| J              | j              | d͡z   | ji                           | je                           |
| K              | k              | k    | ki                           | ka                           |
| Kh             | kh             | kʰ   | khi                          | kha                          |
| L              | l              | l    | li                           | e-luh                        |
| M              | m              | m    | mi                           | e-muh                        |
| N              | n              | n    | ni                           | e-nuh                        |
| Ng             | ng             | ŋ    | ngi                          | nge                          |
| NN             | nn             | ◌̃    | inn                          | enn                          |
| O              | o              | o    | o                            | o                            |
| Oo             | oo             | ɔ    | oo                           | oo                           |
| P              | p              | p    | pi                           | pe                           |
| Ph             | ph             | pʰ   | phi                          | phe                          |
| S              | s              | s    | si                           | e-suh                        |
| T              | t              | t    | ti                           | te                           |
| Th             | th             | tʰ   | thi                          | the                          |
| Ts             | ts             | t͡s   | tsi                          | tse                          |
| Tsh            | tsh            | t͡sʰ  | tshi                         | tshe                         |
| U              | u              | u    | u                            | u                            |

- "nn" используется только после гласной для выражения назализации, поэтому оно пишется с заглавной буквы только в текстах, написанных заглавными буквами.
- Палатализация происходит, когда за "j, s, ts, tsh" следует "i", поэтому "ji, si, tsi, tshi" иногда рассматриваются как триграфы и тетраграфы.
- Из 10 неиспользуемых основных латинских букв «R» иногда используется для обозначения диалектных гласных (чем-то похоже на эризацию), тогда как остальные (C, D, F, Q, V, W, X, Y, Z) используются только в заимствованиях.

## Внешние ссылки
- 臺灣台語羅馬字拼音教學網  (кит.), Учебный сайт тайваньской системы латинизации (Тайло) Министерства образования Тайваня]